# 雅克·布吕尼翁
雅克·布吕尼翁（法語：Jacques Brugnon，1895年5月11日—1978年3月20日），法国男子网球运动员。他曾代表法国参加1920年和1924年夏季奥林匹克运动会网球比赛，其中1924年奥运会获得一枚银牌。